# Secretaria General de l'Esport de la Generalitat de Catalunya
La Secretaria General de l'Esport i de l'Activitat Física de la Generalitat de Catalunya és l'òrgan de direcció, planificació i execució de l'administració esportiva de la Generalitat de Catalunya.
Fou creat l'any 1980 amb el nom de Direcció General de l'Esport, que depenia del Secretari General de la Presidència. El seu primer secretari fou Josep Lluís Vilaseca, que ocupa el càrrec entre 1980 i 1995 i facilità la creació del CAR de Sant Cugat el 1987. Tingué un paper rellevant en el cas Fresno, on el seu secretari d'aleshores, Rafel Niubó, denuncià les pressions del govern espanyol a algunes federacions contra el reconeixement internacional de la Federació Catalana de Patinatge. Durant els darrers anys, ha impulsat el reconeixement internacional de diferents seleccions catalans, així com, l'acord amb l'UFEC i la Plataforma Pro Seleccions Catalanes per reactivar el Comitè Olímpic de Catalunya.
L'any 2009 va obtenir el Premi Bones Pràctiques en Comunicació no Sexista que atorga l'Associació de Dones Periodistes de Catalunya, per modificar el llenguatge que es fa servir a l'esport i visibilitzar les dones.

## Funcions
Desenvolupa les funcions que li assenyala la Llei de l'esport de Catalunya i alhora dirigeix, mitjançant el Consell Català de l'Esport, la política esportiva de Catalunya. Per altra banda, també fa les funcions de:
- Impulsar i fer el seguiment de projectes i programes interdepartamentals en el territori relacionats amb el sector de l'activitat física i de l'esport.
- Fer el seguiment econòmic, financer i pressupostari de les entitats adscrites al Departament de la Presidència mitjançant la Secretaria General de l'Esport i de l'Activitat Física.
- Portar a terme el Pla Estratègic de l'Esport Escolar i Universitari de Catalunya, el Pla Nacional de Promoció de l'Activitat Física i el Pla Director d'instal·lacions i equipaments esportius
- Desenvolupar el programa d'Alt Rendiment Esportiu i gestiona el registre d'entitats esportives, l'Escola Catalana de l'Esport i la Biblioteca de l'Esport.

Té adscrits diversos organismes autònoms, com el Consell Català de l'Esport o l'INEFC, així com entitats de dret públic sotmeses a l'ordenament jurídic privat o societats mercantils, com el Centre d'Alt Rendiment o el Canal Olímpic de Catalunya. També dirigeix el Museu i Centre d'Estudis Doctor Melcior Colet i dona suport al Tribunal Català de l'Esport.

## Llista de secretaris/es
| #                                        | Nom                                      | Nom                                      | Inici mandat                             | Fi mandat                                | Nomenat per                                       | Nomenat per                                         |                                          |
| Direcció General de l'Esport (1980-1988) | Direcció General de l'Esport (1980-1988) | Direcció General de l'Esport (1980-1988) | Direcció General de l'Esport (1980-1988) | Direcció General de l'Esport (1980-1988) | Direcció General de l'Esport (1980-1988)          | Direcció General de l'Esport (1980-1988)            | Direcció General de l'Esport (1980-1988) |
| ---------------------------------------- | ---------------------------------------- | ---------------------------------------- | ---------------------------------------- | ---------------------------------------- | ------------------------------------------------- | --------------------------------------------------- | ---------------------------------------- |
| -                                        | Josep Lluís Vilaseca                     | Josep Lluís Vilaseca i Guasch            | 19 de maig de 1980                       | 5 de maig de 1988                        |                                                   | Jordi Pujol i Soley                                 |                                          |
| Secretaria General de l'Esport (1988-)   |                                          |                                          |                                          |                                          |                                                   |                                                     |                                          |
| 1                                        | Josep Lluís Vilaseca                     | Josep Lluís Vilaseca i Guasch            | 5 de maig de 1988                        | 11 d'octubre de 1995                     |                                                   | Jordi Pujol i Soley                                 |                                          |
| 2                                        |                                          | Fidel Sust i Mitjans                     | 30 de juliol de 1996                     | 3 de març de 1998                        |                                                   | Jordi Pujol i Soley Joan Maria Pujals i Vallvé      |                                          |
| 3                                        |                                          | Pere Sust i Sagau                        | 3 de març de 1998                        | 15 de maig de 2000                       |                                                   | Jordi Pujol i Soley Joan Maria Pujals i Vallvé      |                                          |
| 4                                        |                                          | Joan Anton Camuñas Feijoo                | 15 de maig de 2000                       | 5 de març de 2002                        | Jordi Pujol i Soley Jordi Vilajoana i Rovira      |                                                     |                                          |
| 5                                        | Josep Maldonado i Gili                   | Josep Maldonado i Gili                   | 5 de març de 2002                        | 24 de desembre de 2003                   | Jordi Pujol i Soley Jordi Vilajoana i Rovira      |                                                     |                                          |
| 6                                        |                                          | Rafel Niubó i Baqué                      | 29 de desembre de 2003                   | 23 de maig de 2006                       |                                                   | Pasqual Maragall i Mira Josep-Lluís Carod-Rovira    |                                          |
| 7                                        |                                          | Manuel Ibern Alcalde                     | 23 de maig de 2006                       | 30 de novembre de 2006                   | Pasqual Maragall i Mira Joaquim Nadal i Farreras  |                                                     |                                          |
| 8                                        |                                          | Anna Pruna i Grivé                       | 30 de novembre de 2006                   | 18 de gener de 2011                      | José Montilla i Aguilera Josep-Lluís Carod-Rovira |                                                     |                                          |
| 9                                        |                                          | Ivan Tibau i Ragolta                     | 18 de gener de 2011                      | 2 de febrer de 2016                      |                                                   | Artur Mas i Gavarró                                 |                                          |
| 10                                       |                                          | Gerard Martí Figueras i Albà             | 2 de febrer de 2016                      | 8 de juny de 2021                        |                                                   | Carles Puigdemont i Casamajó Neus Munté i Fernàndez |                                          |
| 10                                       |                                          | Gerard Martí Figueras i Albà             | 2 de febrer de 2016                      | 8 de juny de 2021                        |                                                   | Carles Puigdemont i Casamajó Neus Munté i Fernàndez |                                          |
| 11                                       |                                          | Anna Caula i Paretas                     | 8 de juny de 2021                        | 27 d'agost de 2024                       |                                                   | Pere Aragonès i Garcia Laura Vilagrà Pons           |                                          |
| 12                                       |                                          | Abel García Marín                        | 27 d'agost de 2024                       | En el càrrec                             |                                                   | Salvador Illa i Roca                                |                                          |